# Artilleriets stridsskola
Artilleriets stridsskola (ArtSS) är en truppslagsskola för artilleriet inom svenska armén som verkat i olika former sedan 1867. Förbandsledningen är förlagd i Bodens garnison i Boden.

## Historia

### Bildandet
År 1867 inleddes skjut- och kastövningar för artilleribefäl på Tånga Hed i Västergötland. År 1885 bilades Artilleriskjutskola som en organiserad skjutskola för artilleriet. Skolan kom dock 1888 att delas i två skolor, Fältartilleriets skjutskola och Fästningsartilleriets skjutskola. Fästningsartilleriets skjutskola var en gemensam skjutskola för arméns och flottan fästningsartillerikårer, vilket inkluderade fästningar men även Vaxholms artillerikår och Karlskrona artillerikår. Dock avvecklades Fästningsartilleriets skjutskola och under åren 1902–1905 hänvisades elever till Fältartilleriets skjutskola. Dock återupprättades Fästningsartilleriets skjutskola 1905 för arméns och flottan fästningsartillerikårer. Från 1910 omfattade även skolan positionsartilleriet och antog därmed namnet Fästningsartilleriets och positionsartilleriets skjutskola. Den 31 maj 1918 sammanslogs de två artilleriskolorna, Fältartilleriets skjutskola och Fästningsartilleriets och positionsartilleriets skjutskola, till en skola och bildade Artilleriets skjutskola, vilken förlades till Marma skjutfält och Karlsborgs garnison. Skolan organisation var dock initialt en försöksorganisation, men fick den 17 juli 1920 en fastställd organisation och från 1926 en chef året om. Den 15 oktober 1942 antog skolan namnet Artilleriskjutskolan.

### 1988 års försvarsutredning
Genom försvarsutredning 1988 beslutade riksdagen att samtliga fack- och officershögskolor vid truppslagen inom armén skulle upplösas som egna myndigheter och istället inordnas i respektive truppslagscentrum. För Artilleriskjutskolan innebar det att skolan inordnades i Arméns artillericentrum (ArtC). Vid sidan om Artilleriskjutskolan ingick även Artilleriets officershögskola (ArtOHS), artilleristabens vädertjänstdetalj. År 1992 tillkom även artilleridelen vid Artilleri- och ingenjörhögskolan (AIHS).

### Försvarsbesluten
Genom försvarsbeslutet 1996 kom Arméns samtliga truppslagscenter att avvecklas och dess uppgifter övertogs av Armécentrum (ArméC). Detta ledde till att Arméns artillericentrum avvecklades den 31 december 1997 som enhet och Artilleriskjutskolan blev från den 1 januari 1998 ett självständigt förband under namnet Artilleriets stridsskola (ArtSS). I samband med denna avveckling försvann även befattningen Artilleriinspektör. Artilleriets officershögskola levde kvar som en del inom Artilleriets stridsskola fram till den 31 december 1998, då utbildningen övertogs centralt av Militärhögskolan Karlberg (MHS K), Militärhögskolan Halmstad (MHS H) och Militärhögskolan Östersund (MHS Ö).
Genom försvarsbeslutet 2000 ansåg regeringen att endast fyra artilleribataljoner behövdes i den framtida insatsorganisationen. Vilket fick regeringen för riksdagen att föreslå en avveckling av Wendes artilleriregemente (A 3), Gotlands artilleriregemente (A 7) och Norrlands artilleriregemente (A 8). Från den 1 juli 2000 omorganiserades Bergslagens artilleriregemente (A 9) till Artilleriregementet (A 9). Det nya regementet bestod av fyra artilleribataljoner Bergslagens, Norrlands, Svea och Wendes artilleribataljon samt Artilleriets stridsskola.
Genom försvarsbeslutet 2004 beslutades att artilleriregementsstaben skulle avvecklas samt att insatsorganisationen skulle reduceras med tre artilleribataljoner 77B och att endast en geografisk plats skulle behållas för utbildning av artilleri. I insatsorganisationen skulle en haubitsbataljon 77B vidmakthålls i låg beredskap, samt att haubitsbataljon 77BD organiseras tidigast 2010. Vidare beslutades även att Artilleriregementet med Artilleriets stridsskola skulle omlokaliseras från Kristinehamn till Boden, det som en del för att säkra truppslagets subarktisk förmåga. Från den 1 september 2005 verkade Artilleriregementet från Boden, även om det fram till den 30 juni 2006 fanns en avvecklingsorganisation kvar i Kristinehamn.

## Verksamhet
Skolan var fram till 1991 delad mellan Trängslet i Älvdalen och Solna och var endast verksam i Älvdalen mellan mars och september. Från den 1 juli 1991 var hela skolan verksam i Kristinehamn. Artilleriets stridsskola är sedan den 1 juli 2000 en del av Artilleriregementet. Skolan är ansvariga för att utbilda officerare och specialister samt utveckling av metoder, materiel och organisation inom artilleriet.

## Förläggningar och övningsplatser
När skolan bildades 1942 förlades den till Skillingaryds skjutfält där den kom att vara förlagd fram till sommaren 1948. Den 19 september 1948 hölls en avskedsceremoni i Skillingaryd, men redan den 12 juni 1948 hade skolan grupperats till Villingsbergs skjutfält. I Villingsberg var skolan förlagd fram till 19 augusti 1966, för att grupperas till Älvdalens skjutfält den 16 november 1966. Fram till 1991 hölls den teoretiska utbildningen vintertid i Stockholm, där skolan huserade på ett flertal adresser på Östermalm innan den 6 november 1957 fick en permanent lokalisering i Frösunda. Från den 1 oktober 1984 hade skolan sina lokaler på Fredrikshovs slott, där skolan verkade fram till 1991. I samband med att Artillericentrum bildas och förläggs till Kristinehamn kom även staben för skolan att grupperas till Kristinehamn. Hösten 2005 omlokaliserades skolan med Artilleriregementet till Bodens garnison, där de båda förbanden grupperades på det kasernområde som Norrbottens artillerikår var förlagda på fram till 1954, och senare Norrlands signalkår.

## Heraldik och traditioner
År 1967 firade Artilleriskjutskolan sin 100-årsdag, genom att försvarsminister Sven Andersson invigde Älvdalens skjutfält. Invigningen skedde av närvaro av bland annat Kronprins Carl Gustaf, som då var kadett på Krigskolan. Den 26 april 1976 fastställdes "Artilleriskjutskolans marsch" (Nilson) som förbandsmarsch för skolan. Från 30 april 1998 användes marschen som traditionsmarsch vid skolan. Den 30 april 1998 antogs "Smålands artilleriregementes marsch" (Rune) som förbandsmarsch. Marschen ärvdes från det upplösta och avvecklade Arméns artillericentrum, som i sin tur hade ärvt marschen från Smålands artilleriregemente.

## Förbandschefer
- 1921–1923: Gerdt Lundeberg
- 1924–1925: Axel Lyström
- 1926–1931: Per Sylvan
- 1931–1932: Hjalmar Thorén
- 1933–1937: Henning Schmiterlöw
- 1937–1939: Knut Gyllenstierna
- 1940–1942: Axel Philipson
- 1942–1945: Tor Hedqvist
- 1945–1950: Karl Ångström
- 1950–1952: Stig Lindström
- 1952–1955: Sven Sandahl
- 1958–1963: Stig Magneberg
- 1963–1965: Sten Claëson
- 1965–1970: Claes Carlsten
- 1970–1975: Sven Holmberg
- 1975–1979: Sven Perfors
- 1979–1982: Carl Carlsson
- 1982–1984: Gustaf Ankarcrona
- 1984–1987: Rune Hall
- 1987–1988: Lennart Borg
- 1989–1989: Curt-Christer Gustafsson
- 1989–1992: Mats Annerstedt
- 1992–1994: Birger Almlöw
- 1994–1996: Torsten Gerhardsson
- 1996–1999: Roland Ekenberg
- 1999–2000: Anders Carell
- 2000–2003: Nils-Ove Gustafsson
- 2004–2005: Sven Antonsson[12][13]
- 2006–2008: Anders Callert
- 2009–2009: Claes Silfwerplatz
- 20??–20??: Dan Hagman
- 20??–2012: Tommy Karlsson
- 2013–2015: Henrik Knape
- 2015–2017: Stefan Hansson
- 2017–2022: Niklas Edelswärd
- 2022–20xx: Kenneth Nygren

## Namn, beteckning och förläggningsort
| Artilleriskjutskola      | 1885-??-?? | – | 1888-??-?? |
| Artilleriets skjutskola  | 1918-05-31 | – | 1942-10-14 |
| Artilleriskjutskolan     | 1942-10-15 | – | 1991-06-30 |
| Artilleriets stridsskola | 1991-07-01 | – |            |

| ArtSS | 1942-10-15 | – |  |

| Stockholms garnison (F)     | 1926-??-?? | – | 1991-06-30 |
| Kristinehamns garnison (F)  | 1991-07-01 | – | 2005-08-31 |
| Bodens garnison (F)         | 2005-09-01 | – |            |
| Marma skjutfält (Ö)         | 1885-07-19 | – | 1918-05-30 |
| Skillingaryds skjutfält (Ö) | 1903-05-02 | – | 1948-09-19 |
| Villingsbergs skjutfält (Ö) | 1948-06-12 | – | 1966-08-19 |
| Älvdalens skjutfält (Ö)     | 1966-11-16 | – | 2005-08-31 |

## Galleri

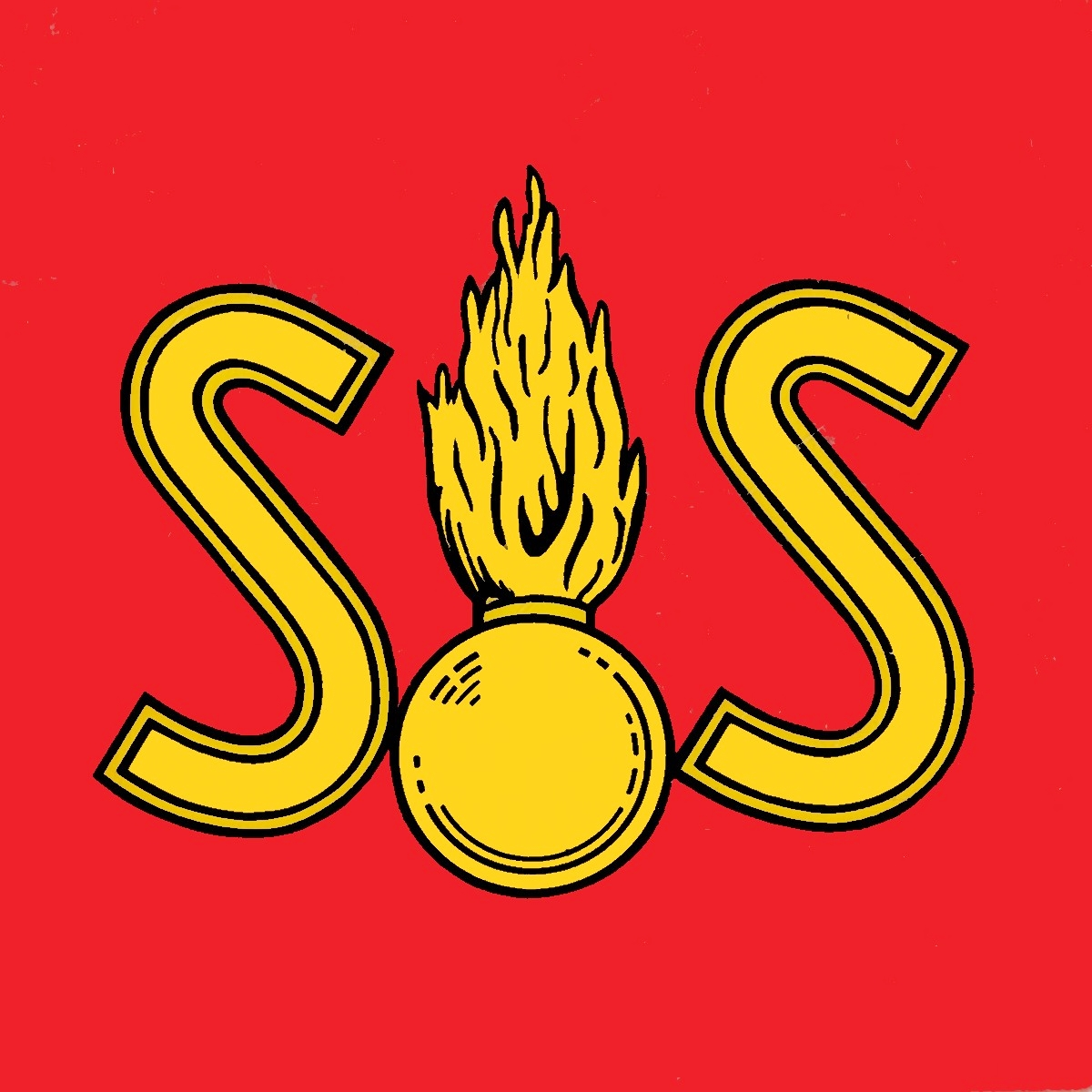
Emblem för Artilleriskjutskolan
Artilleriskjutskolans vapen. Fördes senare av Artilleriets stridsskola tills det nya vapnet (se ovan) antogs 1998.
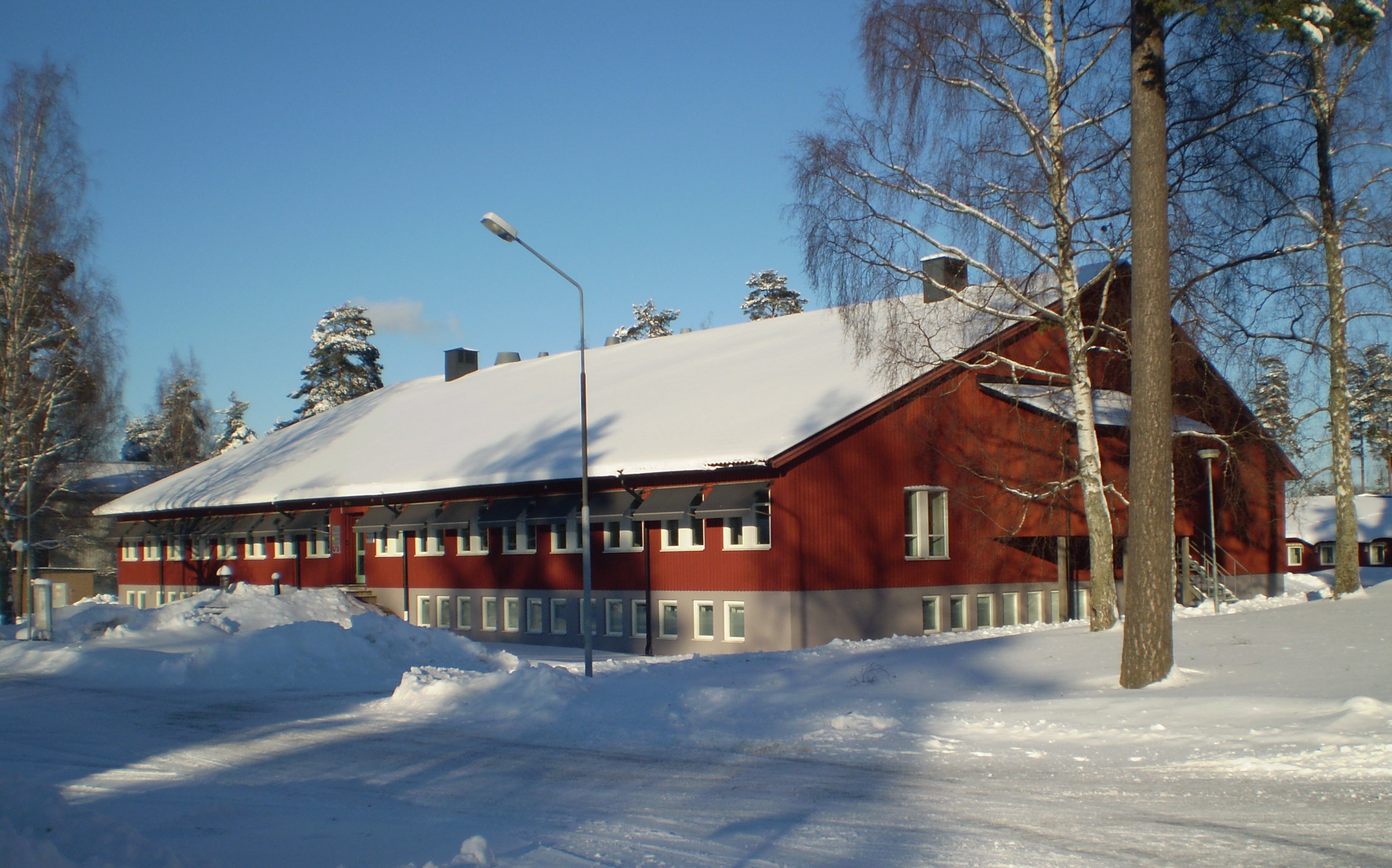
Artilleriets stridsskolas före detta stabsbyggnad i Kristinehamn (2011).
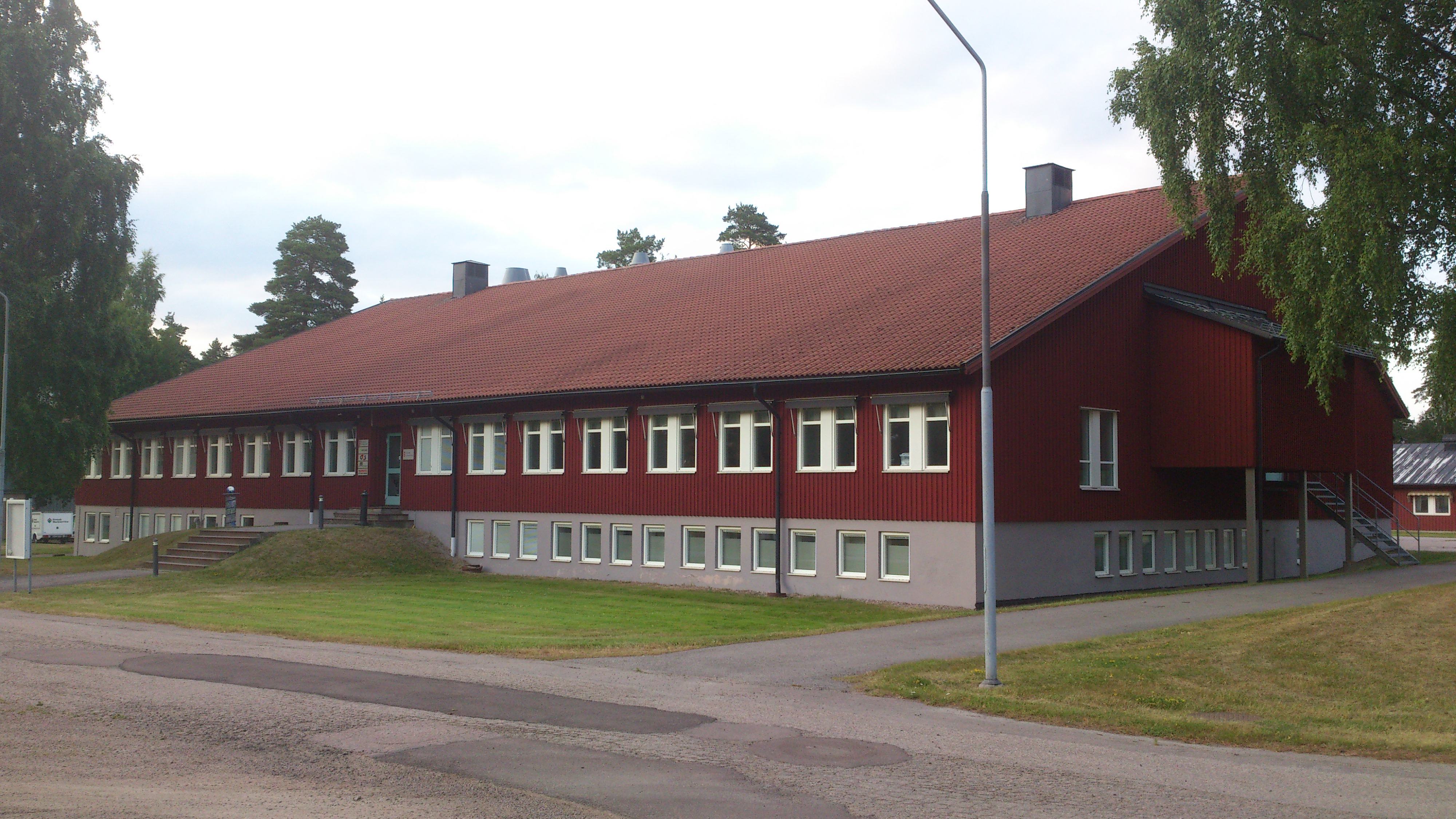
Artilleriets stridsskolas före detta stabsbyggnad i Kristinehamn (2013).
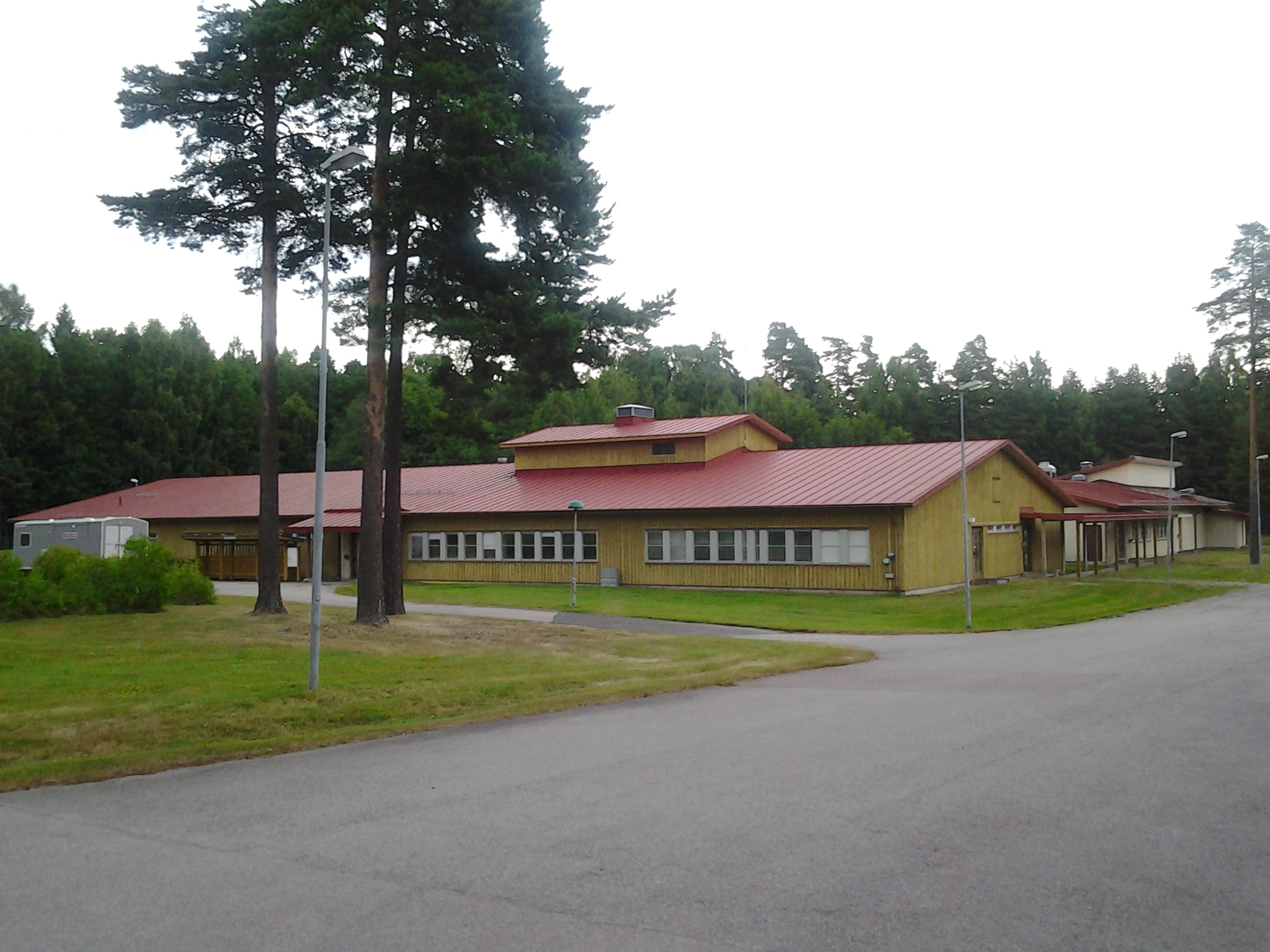
Före detta skolbyggnad för Artilleriets officershögskola (ArtOHS) och Artilleriets stridsskola (ArtSS) i Kristinehamn.